# Crkovec
Crkovec is een plaats in de gemeente Lepoglava in de Kroatische provincie Varaždin. De plaats telt 240 inwoners (2001).